# Stroomroggen
De stroomroggen of schijfroggen (Narcinidae) vormen een familie binnen de orde van de Torpediniformes. Het zijn kraakbeenvissen (onderklasse haaien en roggen) die leven op de zeebodem. Soms worden de sluimerroggen als onderfamilie Narkinae ingedeeld bij deze familie.

## Kenmerken
Zij hebben grote, afgeronde borstvinnen en een lange staart. Zij kunnen stroomschokken produceren, maar doen dit waarschijnlijk alleen ter verdediging en niet om prooien te verlammen. Hun naam is afgeleid van het Griekse Narke dat verlamming of verdoving betekent.  Alle soorten uit deze familie zijn eierlevendbarend.

## Verspreiding en leefgebied
Dit is een familie van zoutwatervissen uit tropische en subtropische klimaatgebieden over de hele wereld. Ze leven in riviermondingen, baaien en bij stranden op een zandige of modderige bodem, maar komen ook voor tot op een diepte van 1000 m op de helling van het continentaal plat. 

## Leefwijze
Het zijn slome bodembewonende roggen die zich voeden met kleine visjes en macrofauna. Als ze verontrust worden geven ze een stroomschok af. De elektrische spanning die daarbij gemeten is, ligt tussen de 8 en 37 volt; dit is veel minder dan de schokken die sidderroggen uit de verwante familie Torpedinidae kunnen veroorzaken.

## Geslachten
- Benthobatis Alcock, 1898
- Diplobatis Bigelow & Schroeder, 1948
- Discopyge Heckel, 1846
- Narcine Henle, 1834
- Narcinops Whitley, 1940